# Barociclonòmetre

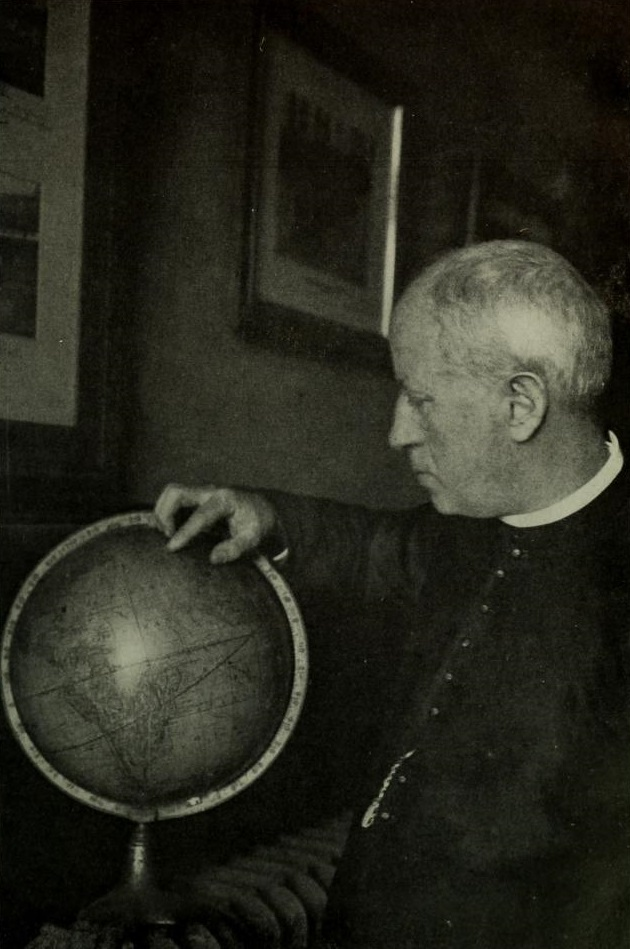
Josep Maria Algué S.I.

El barociclonòmetre és un instrument que serveix per anunciar la proximitat i direcció dels ciclons.
Aquest instrument és una enginyosa combinació del baròmetre amb un aparell avisador del cicló inventat pel savi jesuïta català Josep Maria Algué i Sanllehý (1856-1930). El baròmetre especial, unit al ciclonòmetre Faura (inventat pel Pare Faura, predecessor del Pare Algué en la direcció de l'Observatori de Manila de qui va ser auxiliar fins a la seva mort), constitueix un barociclonòmetre.
Amb el baròmetre comú només es coneixia la proximitat de la tempestat però no la direcció en què es mou el centre o vòrtex del cicló, cosa que precisament s'aconsegueix per mitjà del barociclonòmetre, instrument adoptat a principis del segle XX per la major part dels vaixells que navegaven pels mars orientals d'Àsia i que va donar fama universal al Pare Algué.
Algué va ser deixeble del també jesuïta Frederic Faura i Prat, científic tardoil·lustrat vinculat a l' Escola Universalista Espanyola del segle xviii, com Benet Viñes a l'Havana, i fundador de l'Observatori de Manila i la seva xarxa d'informants, decisiva per a l'eficàcia de les prediccions.